# Rhamnapoderus tawetensis
Rhamnapoderus tawetensis es una especie de coleóptero de la familia Attelabidae.

## Distribución geográfica
Habita en Kenia.